# Buszkowice (Basse-Silésie)
Pour les articles homonymes, voir Buszkowice.
Buszkowice est une localité polonaise de la gmina de Ścinawa, située dans le powiat de Lubin en voïvodie de Basse-Silésie.

## Histoire
De 1742 à 1945, Hochbauschwitz fait partie de l'arrondissement de Steinau puis à partir de 1932, de l'arrondissement de Wohlau (de) dans le district de Breslau au sein de la province de Silésie.